# Calcocianita
La calcocianita és un mineral de la classe dels sulfats. Rep el seu nom dels termes grecs per "coure" i "blau-atzur", en al·lusió a la seva composició i a la propietat de tornar-se blava quan s'exposa a l'aire humit.

## Característiques
La calcocianita és un sulfat de fórmula química CuSO₄. Cristal·litza en el sistema ortoròmbic. Els cristalls són tabulars en {010} i lleugerament allargats al llarg de [001], de fins a diversos mil·límetres; es troba típicament en incrustacions cristal·lines. Està química i estructuralment relacionada amb la dravertita. La seva duresa a l'escala de Mohs és 3,5. És soluble en H₂O i molt higroscòpica, alterant-se a calcantita.
Segons la classificació de Nickel-Strunz, la calcocianita pertany a «07.A - Sulfats (selenats, etc.) sense anions addicionals, sense H₂O, amb cations de mida mitjana» juntament amb els següents minerals: mikasaïta, mil·losevichita, zincosita i ferrotel·lurita.

## Formació i jaciments
És un sublimat que es troba a prop de fumaroles volcàniques. Sol trobar-se associada a altres minerals com: dolerofanita, melanotal·lita, eriocalcita, euclorina, piypita, ponomarevita, cotunnita, sofiïta, fedotovita, tenorita, stoiberita, shcherbinaïta, ziesita, bannermanita o calcantita. Va ser descoberta l'any 1868 al Vesuvi, a la província de Nàpols (Campània, Itàlia).